# Rafał Dańko
Rafał Dańko (ur. 17 listopada 1973 w Tarnowie) – polski profesor nauk technicznych, pracownik naukowy Akademii Górniczo-Hutniczej w Krakowie,  Prorektor ds. Studenckich AGH od 2020 roku.

## Życiorys
Studia w Akademii Górniczo-Hutniczej ukończył w 1999 roku. Stopień doktora nauk technicznych uzyskał w 2006 roku na podstawie pracy Podstawy teoretyczne i technologiczne doboru optymalnych sposobów regeneracji suchej zużytych mas odlewniczych. Habilitację uzyskał w 2012 roku na podstawie pracy Model wytrzymałości samoutwardzalnych mas formierskich z żywicami syntetycznymi w aspekcie zintegrowanego procesu recyklingu osnowy. W 2020 roku został mu nadany tytuł profesora nauk technicznych.
Związany z Wydziałem Odlewnictwa AGH. W latach 2016–2020 dziekan Wydziału. Od roku 2020 prorektor AGH ds. Studenckich.
Członek Komitetu Inżynierii Materiałowej i Metalurgii PAN.